# Sean Colson
Sean Tyree Colson (Filadelfia, Pensilvania, 1 de julio de 1975) es un exjugador de baloncesto estadounidense que disputó una temporada en la NBA, transcurriendo el resto de su carrera en ligas menores de su país, y en diferentes equipos de Europa, Sudamérica y Oriente Medio. Con 1,82 metros de estatura, jugaba en la posición de base.

## Trayectoria deportiva

### Universidad
Jugó una temporada con los Rams de la Universidad Rhode Island, tras la cual pasó un año en el Hagertown Community College. En 1996 se unió a los 49ers de la Universidad de Charlotte, en las que promedió 14,1 puntos, 3,2 rebotes y 7,1 asistencias por partido. Lideró la Conference USA en asistencias las dos temporadas que la disputó, y fue elegido en segundo mejor quinteto de la misma en 1997.

### Profesional
Tras no ser elegido en el 1998, jugó en ligas menores de su país, logrando en 2000 ganar la USBL, siendo elegido mejor jugador del campeonato e incluido en el mejor quinteto.
En 2001 firmó por 10 días con Atlanta Hawks de la NBA, con los que disputó 3 partidos en los que no llegó a anotar. Poco después fichó por los Houston Rockets, quienes lo renovaron hasta el final de la temporada, disputando 10 partidos en los que promedió 1,5 puntos.
Tras su breve experiencia en la NBA, volvió a las ligas menores, jugando en los Grand Rapids Hoops de la CBA, donde fue el máximo anotador y asistente de la liga, con 23,7 puntos y 7,9 asistencias por partido, siendo incluido en el mejor quinteto de la competición.
Al año siguiente fichó por el Roseto Basket de la liga italiana, con los que únicamente disputó 8 partidos, en los que promedió 5,3 puntos y 1,3 asistencias. Volvió a su país para jugar en los Mobile Revelers de la NBA D-League, con los que disputó 9 partidos en los que promedió 14,0 puntos y 4,9 asistencias.
Volvió posteriormente a Europa, para jugar en las filas del Śląsk Wrocław polaco, y, tras un breve paso por el Dynamo Moscow Region, fichó por el Aironi Basket Novara de la Legadue italiana, con los que disputó 13 partidos, promediando 20,1 puntos y 5,6 asistencias. Los dos años siguientes los pasaría en el Juvecaserta Basket, para regresar nuevamente a Novara en 2006.
En 2007 fichó por el Besançon BCD francés, donde promedió 19,3 puntos y 9,1 asistencias, y al año siguiente, tras un efímero paso por el Ironi Nahariya israelí, firmó con el Hyères-Toulon Var Basket, con los que promedió 21,4 puntos y 8,3 asistencias, llegando a disputar el All-Star Game francés esa temporada, logrando 4 puntos y 5 pases de canasta.
En 2008 fichó por el Erdemir Zonguldak de la liga turca, con los que jugó 8 partidos, en los que promedió 7,5 puntos y 2,6 asistencias. De ahí pasó al ASK Riga lituano, donde jugó una temporada en la que promedió 14,7 puntos y 3,2 asistencias por partido.
Acabó su carrera jugando en equipos de Oriente Medio y de Venezuela.

## Estadísticas de su carrera en la NBA

### Temporada regular
| Temporada | Edad | Equipo          | Liga | Pos. | P  | TIT | MIN | TC  | TCA | %TC  | 3P  | 3PA | %3P  | 2P  | 2PA | %2P  | TL  | TLA | %TL  | R.OF. | R.DEF. | REB | ASIS | ROB | TAP | PER | FP  | PTS |
| 2000-01   | 25   | TOTAL           | NBA  | PG   | 13 | 0   | 3.4 | 0.5 | 1.8 | .250 | 0.1 | 0.4 | .200 | 0.4 | 1.5 | .263 | 0.2 | 0.3 | .500 | 0.2   | 0.3    | 0.5 | 0.8  | 0.1 | 0.0 | 0.2 | 0.5 | 1.2 |
| 2000-01   | 25   | Atlanta Hawks   | NBA  | PG   | 3  | 0   | 4.7 | 0.0 | 1.7 | .000 | 0.0 | 0.3 | .000 | 0.0 | 1.3 | .000 | 0.0 | 0.0 |      | 0.0   | 1.0    | 1.0 | 1.0  | 0.0 | 0.0 | 0.7 | 0.0 | 0.0 |
| 2000-01   | 25   | Houston Rockets | NBA  | PG   | 10 | 0   | 3.0 | 0.6 | 1.9 | .316 | 0.1 | 0.4 | .250 | 0.5 | 1.5 | .333 | 0.2 | 0.4 | .500 | 0.2   | 0.1    | 0.3 | 0.7  | 0.1 | 0.0 | 0.0 | 0.6 | 1.5 |
| Total     |      |                 | NBA  |      | 13 | 0   | 3.4 | 0.5 | 1.8 | .250 | 0.1 | 0.4 | .200 | 0.4 | 1.5 | .263 | 0.2 | 0.3 | .500 | 0.2   | 0.3    | 0.5 | 0.8  | 0.1 | 0.0 | 0.2 | 0.5 | 1.2 |